# Jean Sadyn
Jean Sadyn est un écrivain français né à Quaëdypre le 21 avril 1924 et décédé à Armentières le 15 octobre 2006.

## Œuvres
Principalement auteur de littérature fantastique, il est l'auteur de romans, de recueils et d'anthologies tels que :
- La Nuit des mutants (1970), Editions Gérard & C°, Bibliothèque Marabout Fantastique n° 347, 1970. et Ed. Roger Garry, Mémoires d'Outre Ciel n° 5, 1979.
- Cosmos, Ed. Roger Garry, Mémoires d'Outre Ciel n° 27, 1982.
- Démentiapolis, Ed. Roger Garry, Mémoires d'Outre Ciel n° 28, 1982.
- Haute magie (1980), Ed. Roger Garry, Mémoires d'Outre Ciel n° 20, 1980.
- Haute magie 2 (1982), Ed. Roger Garry, Mémoires d'Outre Ciel n° 29, 1982.

Il s'est aussi orienté vers la nouvelle avec :
- La Momie (1982) in Haute magie 2, Ed. Roger Garry, Mémoires d'Outre Ciel n° 29, 1982.
- La Pierre (1982) in Haute magie 2, Ed. Roger Garry, Mémoires d'Outre Ciel n° 29, 1982.
- Le Monstre (1982) in Haute magie 2, Ed. Roger Garry, Mémoires d'Outre Ciel n° 29, 1982.
- Obstacle (1984) Ed. Andromède, Proxima n° 1, 1984.

Il est aussi l'auteur de Contes flamands et d'une adaptation de Till Eulenspiegel de Charles De Coster.